# 빌딩 자동화
빌딩 자동화(Building automation, BAS)는 빌딩 관리 시스템(building management system, BMS) 또는 빌딩 에너지 관리 시스템(building energy management system, BEMS)으로도 알려진 것으로, 건물의 HVAC(난방, 환기 및 공조), 전기, 조명, 차양, 출입 통제를 자동으로 중앙 집중식으로 제어하는 것이다. , 보안 시스템 및 기타 상호 연관된 시스템. 건물 자동화의 일부 목표는 탑승자의 편의성 향상, 건물 시스템의 효율적인 운영, 에너지 소비 감소, 운영 및 유지 관리 비용 절감, 보안 강화이다.
BAS 기능은 건물 온도를 지정된 범위 내로 유지하고, 점유 여부에 따라 실내에 조명을 제공하고, 성능 및 장치 오류를 모니터링하고, 건물 유지 관리 직원에게 오작동 경보를 제공할 수 있다. BAS는 비통제 건물에 비해 건물 에너지 및 유지 관리 비용을 줄이는 데 효과적이다. 2000년 이후에 건축된 대부분의 상업, 기관 및 산업 건물에는 BAS가 포함되어 있지만, 오래된 건물에는 새로운 BAS가 설치될 수 있다.
BAS에 의해 제어되는 건물은 종종 지능형 건물, "스마트 빌딩" 또는 (거주지인 경우) "스마트 홈"이라고 불린다. 상업용 및 산업용 건물은 역사적으로 강력하고 검증된 프로토콜(BACnet 등)에 의존해 왔으며, 가정에서는 독점 프로토콜(X-10 등)이 사용되었다.
무선 센서 네트워크와 사물 인터넷의 출현으로 점점 더 많은 스마트 빌딩이 Zigbee, Bluetooth Low Energy 및 LoRa와 같은 저전력 무선 통신 기술을 사용하여 로컬 센서, 액추에이터 및 처리 장치를 상호 연결하고 있다.
거의 모든 다층 녹색 건물은 에너지, 공기 및 물 보존 특성에 대한 BAS를 수용하도록 설계되었다. 전기 장치 수요 반응은 BAS의 일반적인 기능이며 "밀폐" 단열 건물에 필요한 보다 정교한 환기 및 습도 모니터링도 마찬가지이다. 또한 대부분의 친환경 건물은 가능한 한 많은 저전력 DC 장치를 사용한다. 순 에너지를 전혀 소비하지 않는 패시브하우스 설계라도 일반적으로 열 포착, 차광 및 환기, 장치 사용 예약을 관리하기 위한 BAS가 필요하다.

## 같이 보기
- 빌딩 정보 모델링
- 제어공학
- 가정 자동화